# Запев
Запе́в — в церковном и народном пении одноголосное начало, исполняемое одним лицом. После запева следует пение хора. В песне запев или бывает только в начале, или постоянно чередуется с хором. В запев входит или целая мелодия, или часть её; иногда мелодия запева отличается от мелодии хора. В народных песнях запев часто варьируется в процессе куплетного повторения мелодии.